# آسیا اوداباشیان
آسیا آنوشاوانی اوداباشیان (ارمنی: Ասյա Անուշավանի Օդաբաշյան؛ انگلیسی: Asya Odabashyan؛ ۱ آوریل ۱۹۲۴ – ۱۲ فوریهٔ ۱۹۹۸) یک تاریخ‌نگار و قوم‌نگار اهل ارمنستان بود. وی بین سال‌های - تا - میلادی فعالیت می‌کرد.

## زندگی‌نامه
وی در ۱ آوریل ۱۹۲۴ در قاراکیلیسا به دنیا آمد و از دانشگاه دولتی ایروان (۱۹۴۶) فارغ‌التحصیل شد. وی در انستیتو باستان‌شناسی و قوم‌نگاری فعالیت می‌کرد.  وی در ۱۲ فوریه ۱۹۹۸ در سن ۷۳ سالگی در ایروان درگذشت. 

## یادداشت
1. ↑  պատմաբան
2. ↑  ազգագրագետ
3. ↑  ազգագրագետ
4. ↑  պատմական գիտությունների դոկտոր